# Exponencial de Doléans-Dade
Em cálculo estocástico, a exponencial de Doléans–Dade, exponencial de Doléans ou exponencial estocástica de um semimartingale {\displaystyle X} é definida como a solução da equação diferencial estocástica {\displaystyle dY_{t}=Y_{t}dX_{t}} com condição inicial {\displaystyle Y_{0}=1}. O conceito recebe este nome em homenagem à matemática franco-americana Catherine Doléans–Dade. É às vezes denotada como {\displaystyle \varepsilon (x)}.

## Definição
No caso em que {\displaystyle X} é diferenciável, então, {\displaystyle Y} é dado pela equação diferencial {\displaystyle dY/dt=YdX/dt}, para a qual a solução é {\displaystyle Y=\exp(X-X_{0})}. Alternativamente, se {\displaystyle X_{t}=\sigma B_{t}+\mu t} para um movimento browniano {\displaystyle B}, então, a exponencial de Doléans–Dade é um movimento browniano geométrico. Para qualquer semimartingale contínuo {\displaystyle X}, aplicando o lema de Itō com {\displaystyle f(Y)=\log(Y)}, tem-se que:
{\displaystyle {\begin{aligned}d\log(Y)&={\frac {1}{Y}}dY-{\frac {1}{2Y^{2}}}d[Y]\\&=dX-{\frac {1}{2}}d[X].\end{aligned}}}
A exponenciação dá a solução:
{\displaystyle Y_{t}=\exp(X_{t}-X_{0}-{\frac {1}{2}}[X]_{t}),t\geq 0.}
Isto difere do que pode ser esperado por comparação com o caso em que {\displaystyle X} é diferenciável devido à existência do termo de variação quadrática {\displaystyle [X]} na solução.
A exponencial de Doléans–Dade é útil no caso em que {\displaystyle X} é um martingale local. Então, {\displaystyle \varepsilon (x)} também será um martingale local, enquanto a exponencial normal {\displaystyle \exp(x)} não é. Isto é usado no teorema de Girsanov. Os critérios para que um martingale local contínuo {\displaystyle X} garanta que sua exponencial estocástica {\displaystyle \varepsilon (x)} seja de fato um martingale são dados pelas condições de Kazamaki, Novikov e Beneš.

É possível aplicar o lema de Itō para semimartingales não contínuos de forma semelhante para mostrar que a exponencial de Doléans–Dade de qualquer semimartingale {\displaystyle X} é:
{\displaystyle Y_{t}=\exp {\Bigl (}X_{t}-X_{0}-{\frac {1}{2}}[X]_{t}{\Bigr )}\prod _{s\leq t}(1+\Delta X_{s})\exp {\Bigl (}-\Delta X_{s}+{\frac {1}{2}}\Delta X_{s}^{2}{\Bigr )},t\geq 0,}
em que o produto se estende sobre os (muitos) saltos (contáveis) de {\displaystyle X} até o tempo {\displaystyle t}.